# Pedro Silva (cyclisme, 2001)
Pour les articles homonymes, voir Pedro Silva et Silva.
Fernandes Silva est un nom portugais ; le premier nom de famille (d'usage facultatif) est Fernandes et le second est Silva.
Pedro Miguel Fernandes Silva, né le 7 juillet 2001 à Barcelos, est un coureur cycliste portugais. Il est membre de l'équipe Anicolor-Tien 21.

## Biographie
Pedro Silva est originaire de la municipalité de Barcelos. Durant sa jeunesse, il se fait remarquer en étant l'un des meilleurs cyclistes portugais. En 2017, il devient champion du Portugal sur route cadets (moins de 17 ans). Il finit également deuxième de son championnat national en cyclo-cross. L'année suivante, il décroche divers médailles aux championnats du Portugal sur piste chez les juniors (moins de 19 ans). 
Lors de la saison 2019, il obtient ses premiers résultats notables au niveau international en terminant troisième de La Bernaudeau Junior et septième du Tour de Gironde. Dans son pays natal, il remporte le titre de champion du Portugal junior sur route ainsi que le classement final de la Coupe du Portugal. Il représente par ailleurs sa nation aux championnats du monde juniors, qui ont lieu aux Pays-Bas. 
En 2022, il rejoint l'équipe continentale Glassdrive-Q8-Anicolor, après avoir couru durant deux saison chez Rádio Popular-Boavista. Dans sa catégorie, il monte sur le podium du championnat du Portugal du contre-la-montre. Il termine aussi quatrième du Tour du Portugal de l'Avenir, tout en ayant remporté la première étape et le classement par points. Sur le circuit de l'UCI, il finit onzième du championnat d'Europe espoirs et douzième de la Course de la Paix espoirs, sous les couleurs de sa sélection nationale. 
En 2023, il s'adjuge le classement de la montagne du Tour de l'Alentejo, disputé au mois de mars. À la fin de l'été, il s'impose sur une étape du Grande Prémio Jornal de Notícias, dans le calendrier portugais. Il remporte de nouveau une étape de cette épreuve en 2024. Après ses performances, il change d'équipe en 2025 et s'engage avec la formation Anicolor-Tien 21. Il est alors décrit comme un cycliste plutôt polyvalent, rapide au sprint et capable de tenir dans les courtes ascensions. Fin juin, il devient vice-champion du Portugal sur route chez les élites.

## Palmarès sur route

### Par année
- 2017
  -  Champion du Portugal sur route cadets
- 2019
  -  Champion du Portugal sur route juniors
  - Coupe du Portugal juniors
  - 3e de La Bernaudeau Junior
- 2022
  - 1re étape du Tour du Portugal de l'Avenir
  - 3e du championnat du Portugal du contre-la-montre espoirs
  - 3e du Circuit de Malveira
- 2023
  - 2e étape du Grande Prémio Jornal de Notícias
- 2024
  - 2e étape du Grande Prémio Jornal de Notícias
- 2025
  - 2e du championnat du Portugal sur route

### Classements mondiaux
| Année           | 2020 | 2021 | 2022 | 2023   |
| --------------- | ---- | ---- | ---- | ------ |
| UCI Europe Tour | 959e |      | 991e | 1 344e |

## Palmarès sur piste

### Championnats nationaux
- 2018
  - 2e du championnat du Portugal de poursuite par équipes juniors
  - 2e du championnat du Portugal de course aux points juniors
  - 3e du championnat du Portugal du scratch juniors

## Palmarès en cyclo-cross
- 2016-2017
  - 2e du championnat du Portugal de cyclo-cross cadets